# St. Louis WCT 1972
Il St. Louis WCT 1972 è stato un torneo di tennis giocato sul sintetico indoor. È stata la 3ª edizione del St. Louis WCT, che fa parte del World Championship Tennis 1972. Si è giocato a St. Louis negli Stati Uniti, dal 26 giugno al 2 luglio 1972.

## Campioni

### Singolare
John Newcombe ha battuto in finale  Nikola Pilić con il punteggio di 6–3, 6–3

### Doppio
John Newcombe /  Tony Roche hanno battuto in finale  John Alexander /  Phil Dent con il punteggio di 7–6, 3–6, 6–4